# Yingshanosaurus
Yingshanosaurus là một chi khủng long, được Zhou S. mô tả khoa học năm 1984.